# Solerieu
Solérieux és un municipi francès situat al departament de la Droma i a la regió d'Alvèrnia-Roine-Alps. L'any 2007 tenia 294 habitants.

## Demografia

### Població
El 2007 la població de fet de Solérieux era de 294 persones. Hi havia 113 famílies de les quals 19 eren unipersonals (19 homes vivint sols), 30 parelles sense fills, 49 parelles amb fills i 15 famílies monoparentals amb fills.
La població ha evolucionat segons el següent gràfic:
Habitants censats

### Habitatges
El 2007 hi havia 129 habitatges, 113 eren l'habitatge principal de la família, 12 eren segones residències i 4 estaven desocupats. 125 eren cases i 3 eren apartaments. Dels 113 habitatges principals, 98 estaven ocupats pels seus propietaris, 12 estaven llogats i ocupats pels llogaters i 3 estaven cedits a títol gratuït; 14 tenien tres cambres, 21 en tenien quatre i 78 en tenien cinc o més. 84 habitatges disposaven pel capbaix d'una plaça de pàrquing. A 33 habitatges hi havia un automòbil i a 73 n'hi havia dos o més.

### Piràmide de població
La piràmide de població per edats i sexe el 2009 era:
| Homes | Edats   | Dones |
| ----- | ------- | ----- |
| 0     | 95 o +  | 0     |
| 0     | 90 a 94 | 0     |
| 0     | 85 a 89 | 0     |
| 0     | 80 a 84 | 0     |
| 0     | 75 a 79 | 8     |
| 0     | 70 a 74 | 0     |
| 8     | 65 a 69 | 0     |
| 0     | 60 a 64 | 8     |
| 12    | 55 a 59 | 4     |
| 16    | 50 a 54 | 4     |
| 16    | 45 a 49 | 24    |
| 8     | 40 a 44 | 8     |
| 8     | 35 a 39 | 0     |
| 8     | 30 a 34 | 12    |
| 0     | 25 a 29 | 4     |
| 4     | 20 a 24 | 4     |
| 4     | 15 a 19 | 16    |
| 0     | 10 a 14 | 12    |
| 12    | 5 a 9   | 16    |
| 4     | 0 a 4   | 0     |

## Economia
El 2007 la població en edat de treballar era de 194 persones, 140 eren actives i 54 eren inactives. De les 140 persones actives 127 estaven ocupades (74 homes i 53 dones) i 14 estaven aturades (7 homes i 7 dones). De les 54 persones inactives 18 estaven jubilades, 14 estaven estudiant i 22 estaven classificades com a «altres inactius».

### Ingressos
El 2009 a Solérieux hi havia 116 unitats fiscals que integraven 312 persones, la mediana anual d'ingressos fiscals per persona era de 21.725 €.

### Activitats econòmiques
Dels 16 establiments que hi havia el 2007, 4 eren d'empreses de construcció, 2 d'empreses de comerç i reparació d'automòbils, 1 d'una empresa de transport, 2 d'empreses d'hostatgeria i restauració, 1 d'una empresa d'informació i comunicació, 3 d'empreses immobiliàries, 2 d'empreses de serveis i 1 d'una entitat de l'administració pública.
Dels 4 establiments de servei als particulars que hi havia el 2009, 2 eren paletes, 1 lampisteria i 1 agència immobiliària.
L'any 2000 a Solérieux hi havia 10 explotacions agrícoles que ocupaven un total de 228 hectàrees.

## Poblacions properes
El següent diagrama mostra les poblacions més properes.